# Saint-Supplet
Saint-Supplet est une commune française située dans le département de Meurthe-et-Moselle, en région Grand Est.

## Géographie

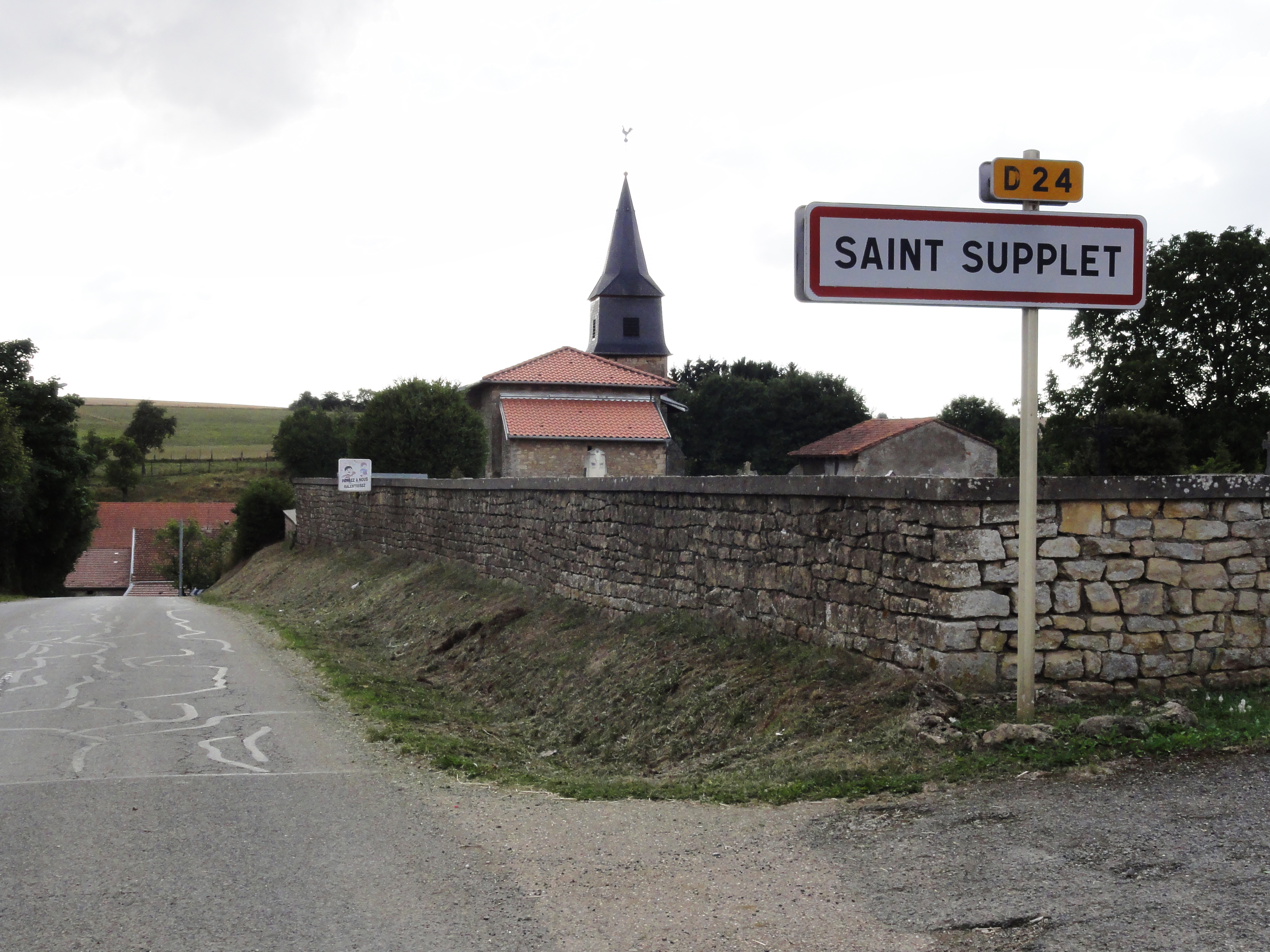
Entrée de Saint-Supplet.
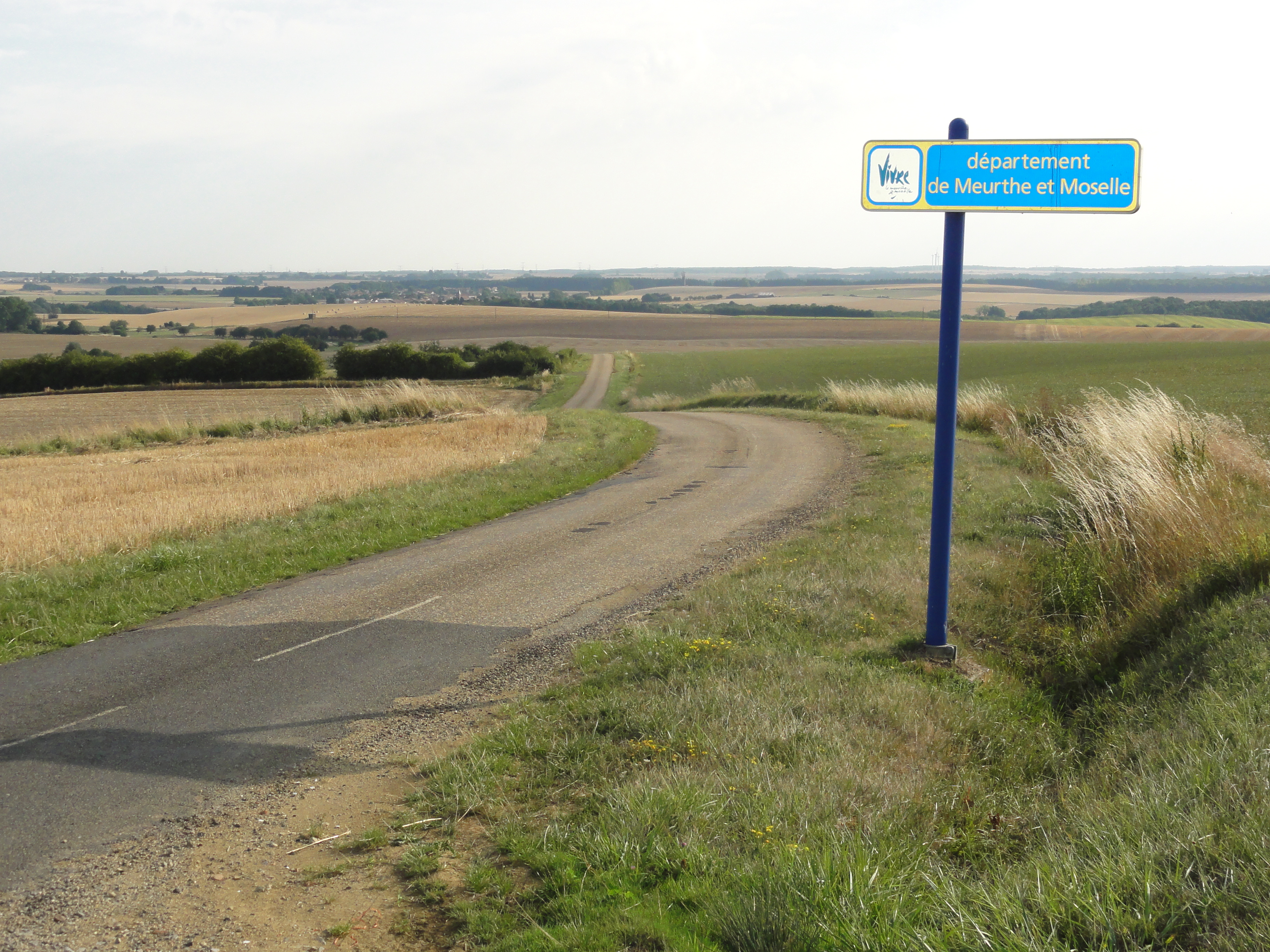
Frontière départementale, limite de la commune.

| Han-devant-Pierrepont       |                   | Mercy-le-Bas   |
| Saint-Pierrevillers (Meuse) | Saint-Supplet     |                |
|                             | Spincourt (Meuse) | Xivry-Circourt |

### Hydrographie

#### Réseau hydrographique
La commune est dans le bassin versant de la Meuse au sein du bassin Rhin-Meuse. Elle est drainée par le ruisseau de la Croix et le ruisseau la Pienne,.

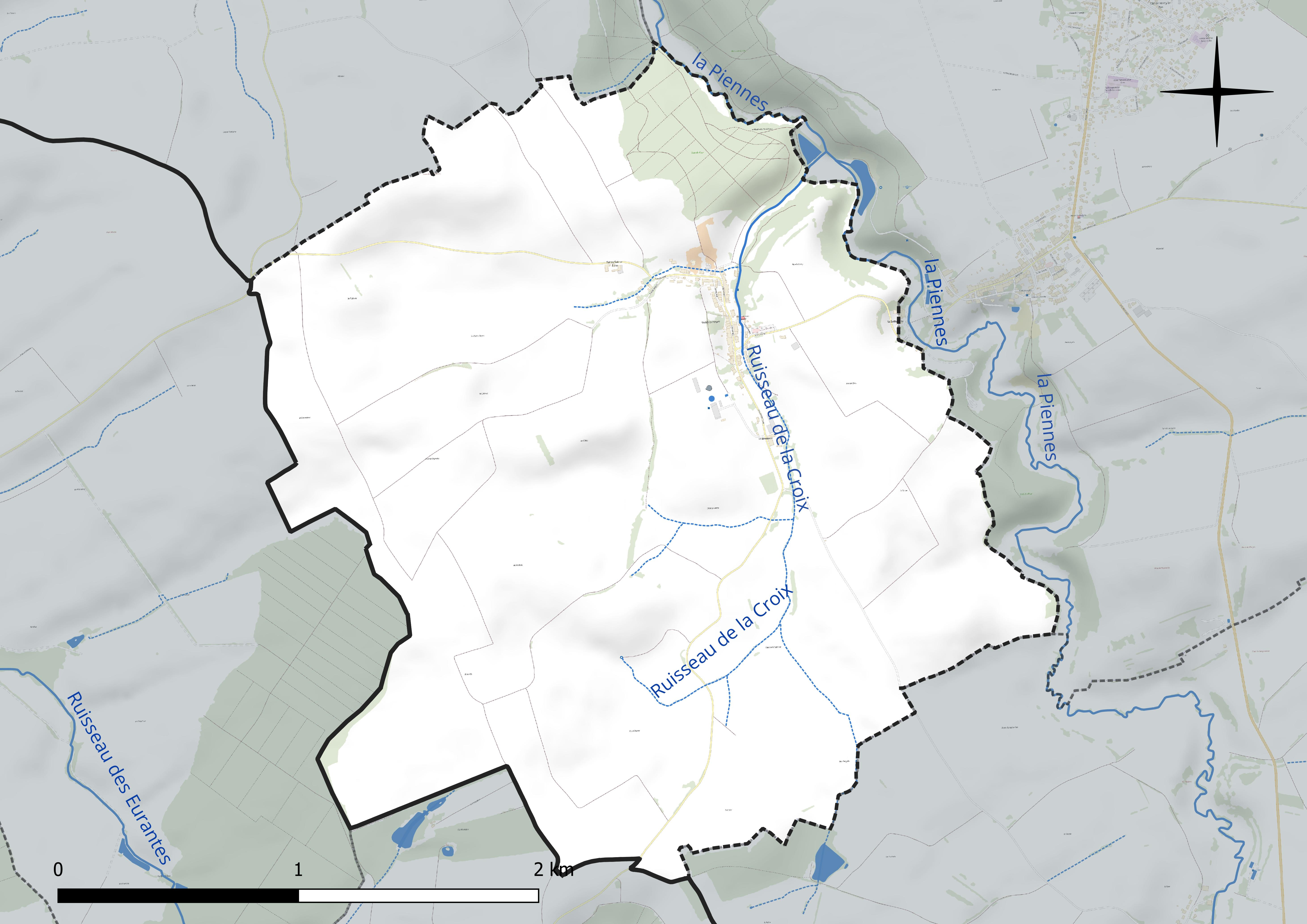
Réseau hydrographique de Saint-Supplet.

#### Gestion et qualité des eaux
Le territoire communal est couvert par le schéma d'aménagement et de gestion des eaux (SAGE) « Bassin ferrifère ». Ce document de planification concerne le périmètre des anciennes galeries des mines de fer, des aquifères et des bassins versants hydrographiques associés qui s’étend sur 2 418 km2. Les bassins versants concernés sont celui de la Chiers en amont de la confluence avec l'Othain, et ses affluents (la Crusnes, la Pienne, l'Othain), celui de l'Orne et ses affluents et celui de la Fensch, le Veymerange, la Kiesel et les parties françaises du bassin versant de l'Alzette et de ses affluents (Kaylbach, ruisseau de Volmerange). Il a été approuvé le 27 mars 2015. La structure porteuse de l'élaboration et de la mise en œuvre est la région Grand Est. 
La qualité des cours d’eau peut être consultée sur un site dédié géré par les agences de l’eau et l’Agence française pour la biodiversité. 

### Climat
Pour des articles plus généraux, voir Climat du Grand Est et Climat de Meurthe-et-Moselle.
En 2010, le climat de la commune est de type climat de montagne, selon une étude du Centre national de la recherche scientifique s'appuyant sur une série de données couvrant la période 1971-2000. En 2020, Météo-France publie une typologie des climats de la France métropolitaine dans laquelle la commune est exposée à un climat semi-continental et est dans la région climatique  Lorraine, plateau de Langres, Morvan, caractérisée par un hiver rude (1,5 °C), des vents modérés et des brouillards fréquents en automne et hiver. 
Pour la période 1971-2000, la température annuelle moyenne est de 9,4 °C, avec une amplitude thermique annuelle de 16,3 °C. Le cumul annuel moyen de précipitations est de 854 mm, avec 12,7 jours de précipitations en janvier et 9,2 jours en juillet. Pour la période 1991-2020, la température moyenne annuelle observée sur la station météorologique de Météo-France la plus proche, « Villette », sur la commune de Villette à 17 km à vol d'oiseau, est de 10,1 °C et le cumul annuel moyen de précipitations est de 909,4 mm. 
La température maximale relevée sur cette station est de 39 °C, atteinte le 25 juillet 2019 ; la température minimale est de −14,8 °C, atteinte le 20 décembre 2009,,. 
Les paramètres climatiques de la commune ont été estimés pour le milieu du siècle (2041-2070) selon différents scénarios d'émission de gaz à effet de serre à partir des nouvelles projections climatiques de référence DRIAS-2020. Ils sont consultables sur un site dédié publié par Météo-France en novembre 2022.

## Urbanisme

### Typologie
Au 1er janvier 2024, Saint-Supplet est catégorisée commune rurale à habitat dispersé, selon la nouvelle grille communale de densité à sept niveaux définie par l'Insee en 2022.
Elle est située hors unité urbaine et hors attraction des villes,.

### Occupation des sols
L'occupation des sols de la commune, telle qu'elle ressort de la base de données européenne d’occupation biophysique des sols Corine Land Cover (CLC), est marquée par l'importance des territoires agricoles (93,7 % en 2018), une proportion sensiblement équivalente à celle de 1990 (93,4 %). La répartition détaillée en 2018 est la suivante : terres arables (78,1 %), prairies (10,2 %), forêts (6,3 %), zones agricoles hétérogènes (5,4 %). L'évolution de l’occupation des sols de la commune et de ses infrastructures peut être observée sur les différentes représentations cartographiques du territoire : la carte de Cassini (XVIIIe siècle), la carte d'état-major (1820-1866) et les cartes ou photos aériennes de l'IGN pour la période actuelle (1950 à aujourd'hui).

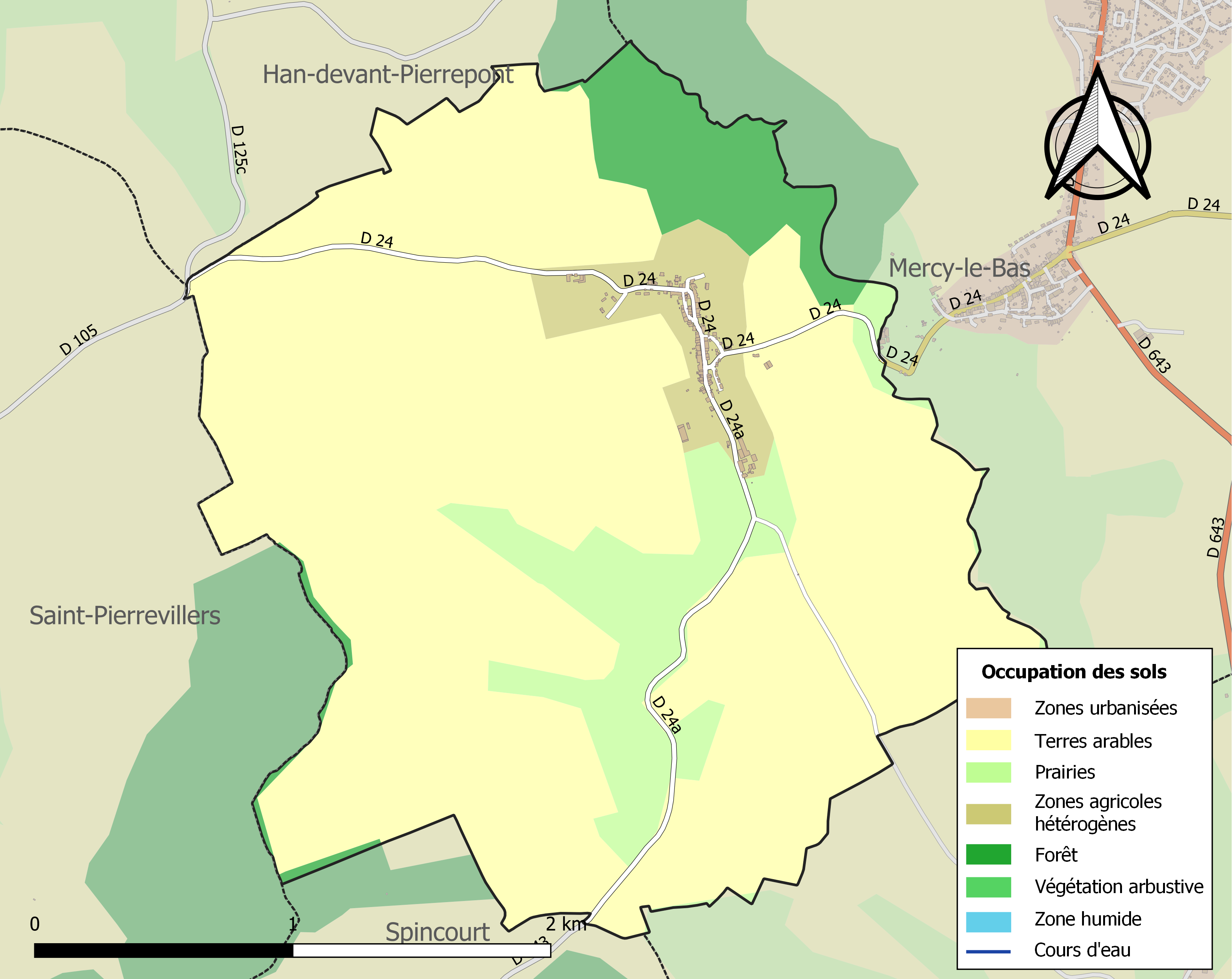
Carte des infrastructures et de l'occupation des sols de la commune en 2018 (CLC).

## Toponymie
Le nom de la localité est attesté sous les formes Saint-Souplet (1304) ; Sainct Supplat (XVe siècle) ; Saint-Soupplet (1429) ; Suppley (XVIIe siècle) ; Saint-Supplez (1603) ; Saint-Soupplex (1681) ; Saint-Suplet (1749) ; Saint-Supplex (XVIIIe siècle).

Saint-Supplet est un hagiotoponyme qui fait référence à Sulpice le Pieux, de l'oïl saint et du nom du saint, sulpicius. Saint Supplet est une déformation de saint Sulpice.

## Histoire
Village de l'ancienne province du Barrois.

## Politique et administration
| Période                                  | Période                   | Identité                                       | Étiquette | Qualité     |
| ---------------------------------------- | ------------------------- | ---------------------------------------------- | --------- | ----------- |
| Les données manquantes sont à compléter. |                           |                                                |           |             |
| mars 2001                                | mars 2008                 | Gérard Lambinet                                |           |             |
| mars 2008                                | mars 2014                 | Nicole Mathieu                                 |           |             |
| mars 2014                                | octobre 2015              | Nicole Lutin-Lamarre                           |           |             |
| décembre 2015                            | En cours (au 23 mai 2020) | Rémy Jennesson, Réélu pour le mandat 2020-2026 |           | Agriculteur |

## Population et société

### Démographie
L'évolution du nombre d'habitants est connue à travers les recensements de la population effectués dans la commune depuis 1793. Pour les communes de moins de 10 000 habitants, une enquête de recensement portant sur toute la population est réalisée tous les cinq ans, les populations de référence des années intermédiaires étant quant à elles estimées par interpolation ou extrapolation. Pour la commune, le premier recensement exhaustif entrant dans le cadre du nouveau dispositif a été réalisé en 2005.

En 2022, la commune comptait 151 habitants, en évolution de +4,14 % par rapport à 2016 (Meurthe-et-Moselle : −0,13 %, France hors Mayotte : +2,11 %).
| 1793 | 1800 | 1806 | 1821 | 1836 | 1841 | 1861 | 1866 | 1872 |
| ---- | ---- | ---- | ---- | ---- | ---- | ---- | ---- | ---- |
| 436  | 369  | 372  | 395  | 466  | 420  | 416  | 387  | 385  |

| 1876 | 1881 | 1886 | 1891 | 1896 | 1901 | 1906 | 1911 | 1921 |
| ---- | ---- | ---- | ---- | ---- | ---- | ---- | ---- | ---- |
| 378  | 367  | 362  | 302  | 306  | 278  | 282  | 280  | 222  |

| 1926 | 1931 | 1936 | 1946 | 1954 | 1962 | 1968 | 1975 | 1982 |
| ---- | ---- | ---- | ---- | ---- | ---- | ---- | ---- | ---- |
| 233  | 253  | 248  | 236  | 245  | 296  | 230  | 207  | 200  |

| 1990 | 1999 | 2005 | 2006 | 2010 | 2015 | 2020 | 2022 | - |
| ---- | ---- | ---- | ---- | ---- | ---- | ---- | ---- | - |
| 186  | 165  | 172  | 173  | 167  | 149  | 152  | 151  | - |

## Culture locale et patrimoine

### Lieux et monuments
- Église paroissiale Saint-Sulpice, XIVe, XVe siècle dont il subsiste le chœur et les deux travées orientales de la nef, ainsi qu'une porte du XVIe siècle murée entre les 3e et 4e travées nord. Sacristie des XVIe et XVIIe siècles. Agrandie après 1785 par la construction des deux travées occidentales de la nef et de la tour clocher. Inscription sur contrefort entre 3e et 4e travée nord de la nef : 1574 REGNOIT FAMINE SVR TERE EN CELVY TEMPS AVSSY GRANDE GVERE.
- Monument aux morts.
- L'ossuaire du temps de la peste (1570), XVIe siècle, devenu chapelle funéraire du général Guinot, classé monument historique par arrêté du 21 août 1990[25].
- L'ancienne propriété du général Guinot.
- Le ruisseau Sainte-Anne traverse le bourg.
- Lavoir sur le sentier de promenade qui longe la rivière.

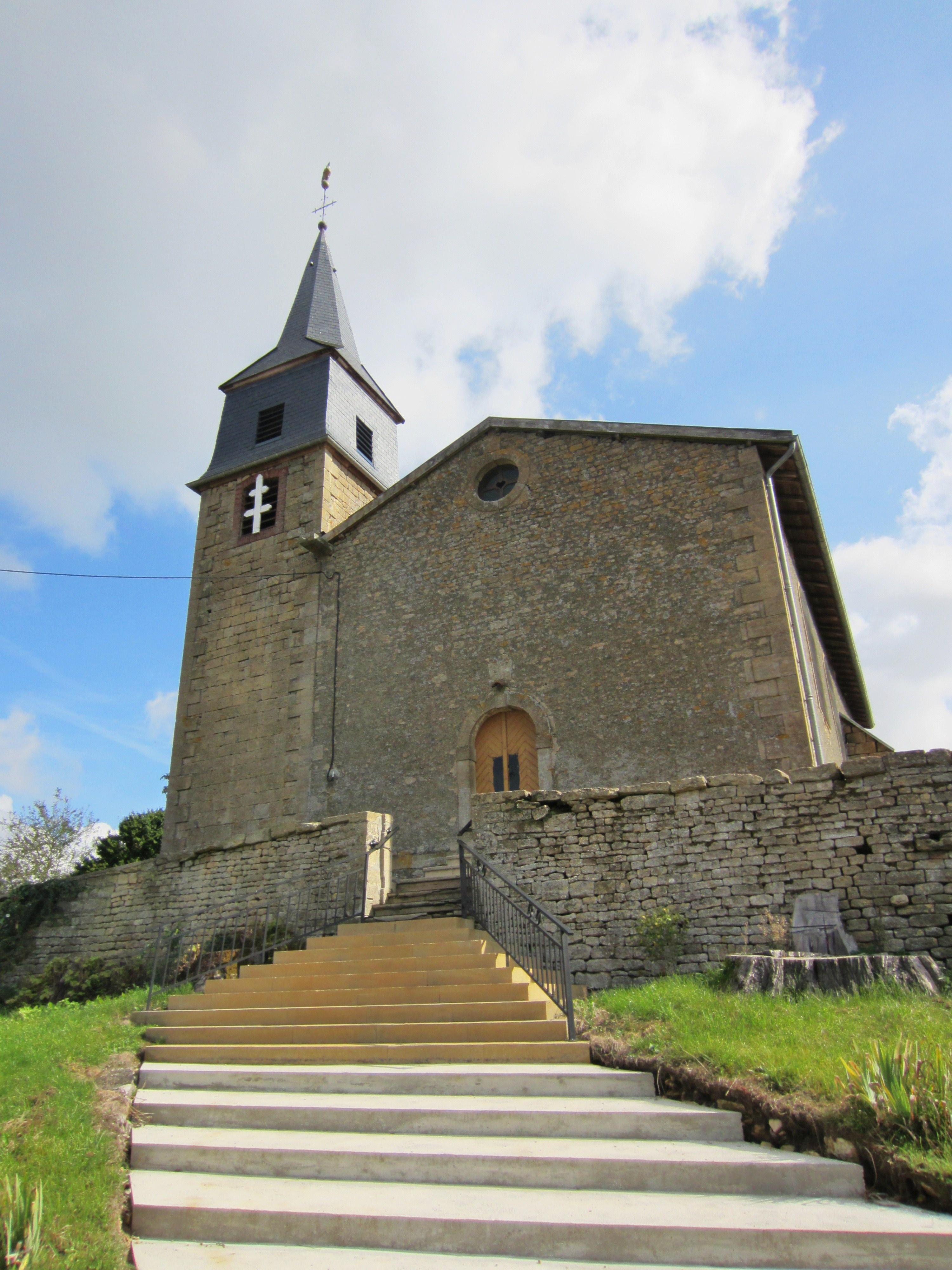
Église paroissiale Saint-Sulpice.
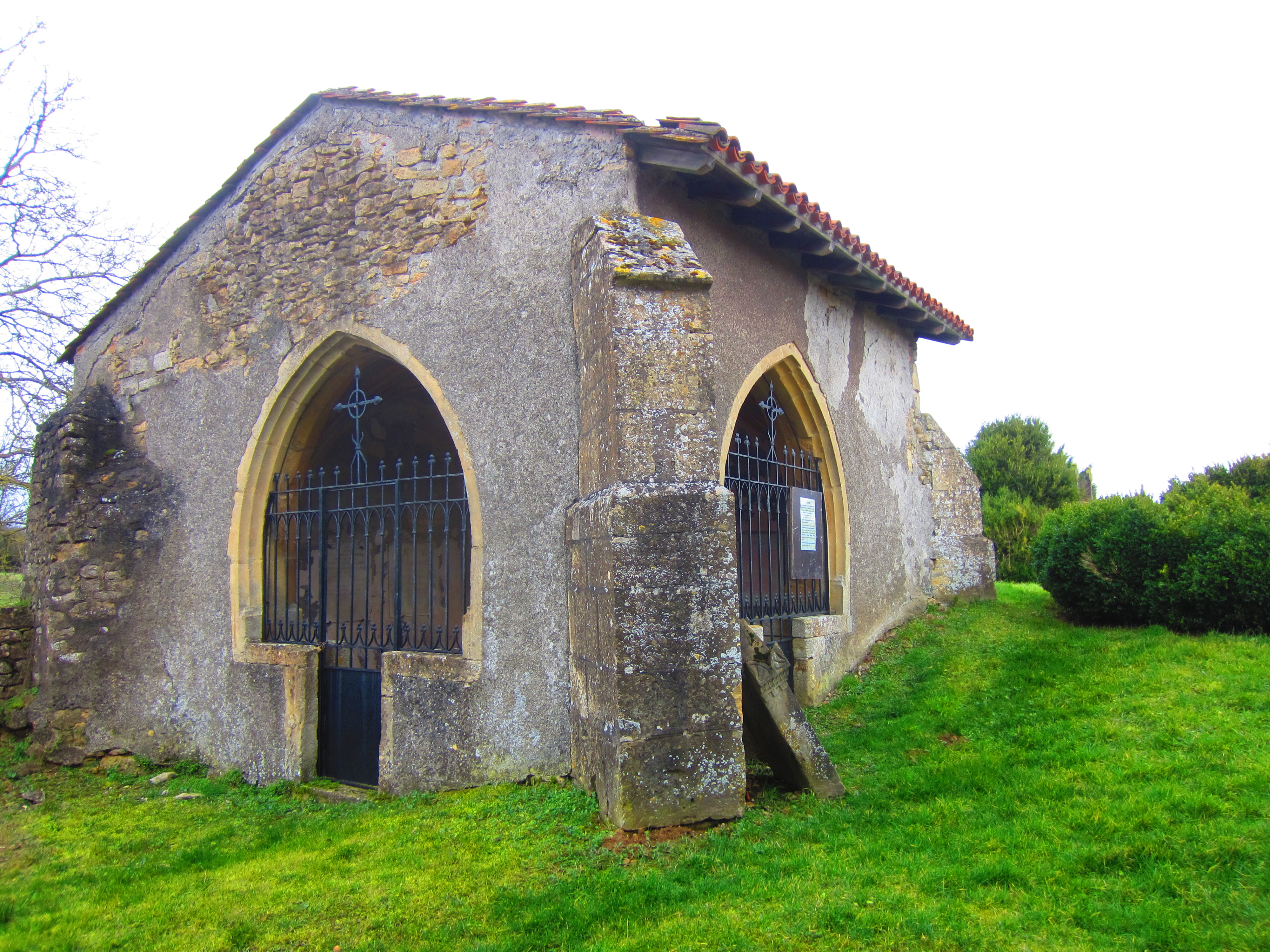
Chapelle funéraire du général Guinot.
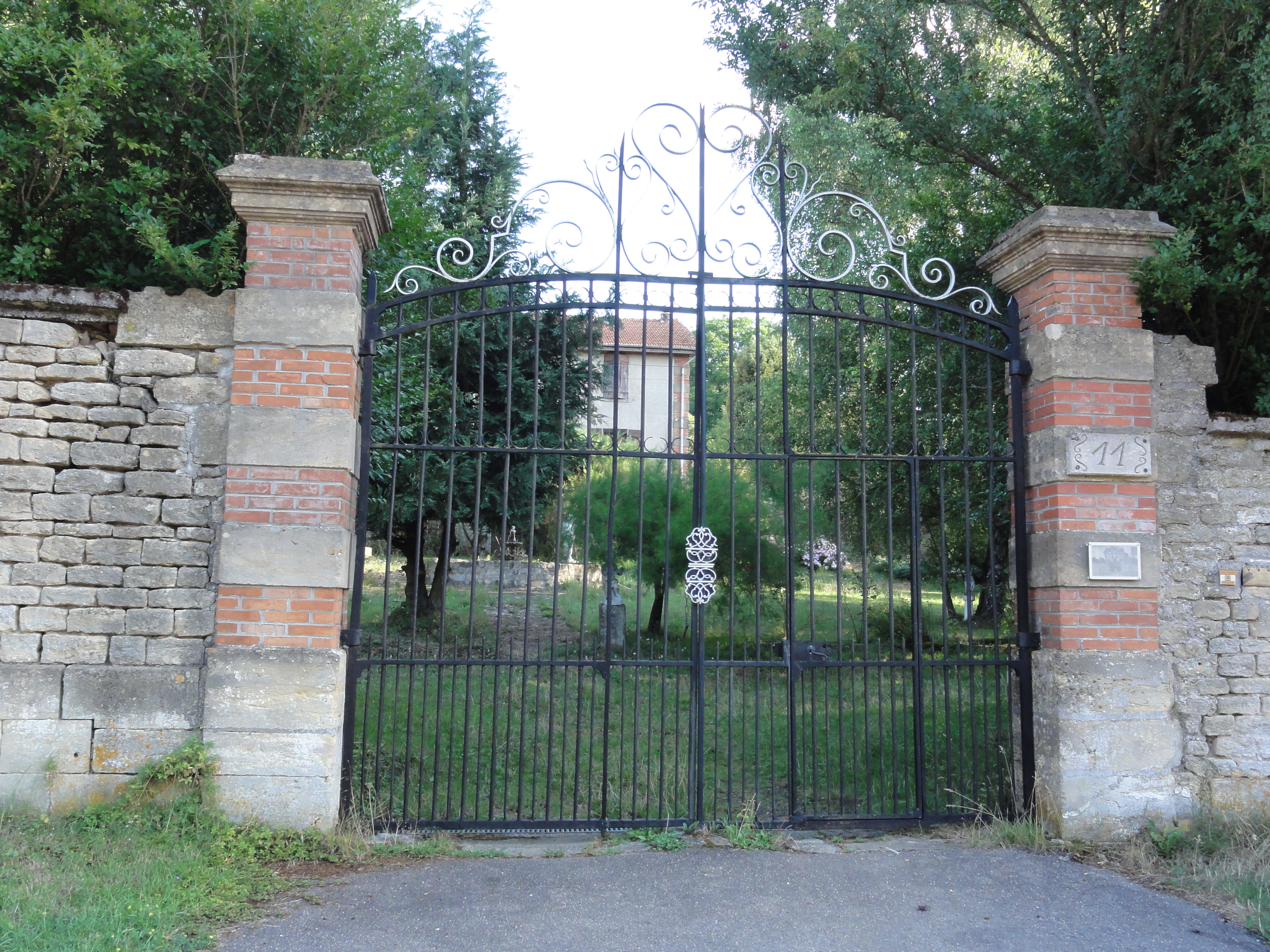
Portail de la propriété du général Guinot.
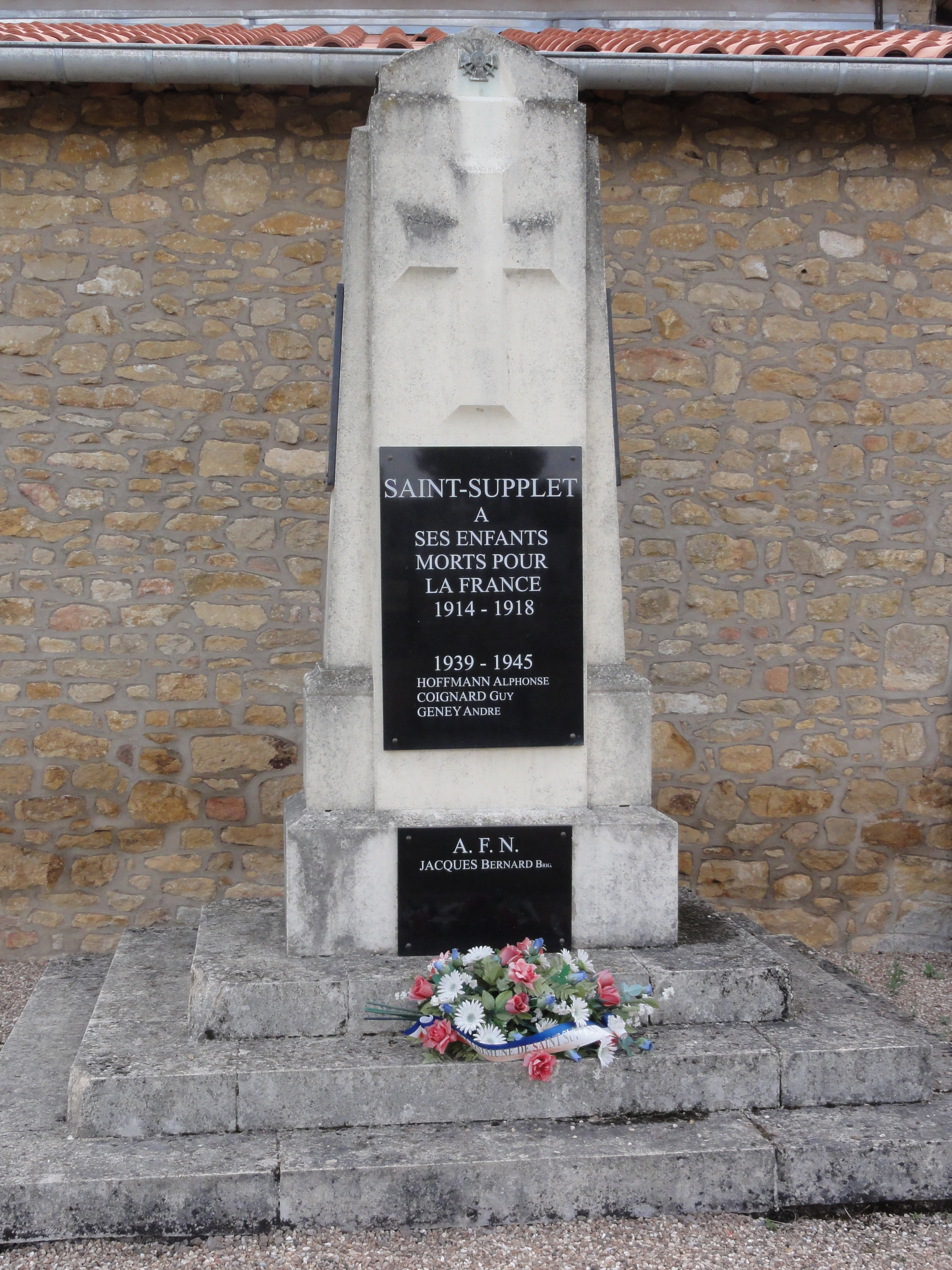
Monument aux morts.
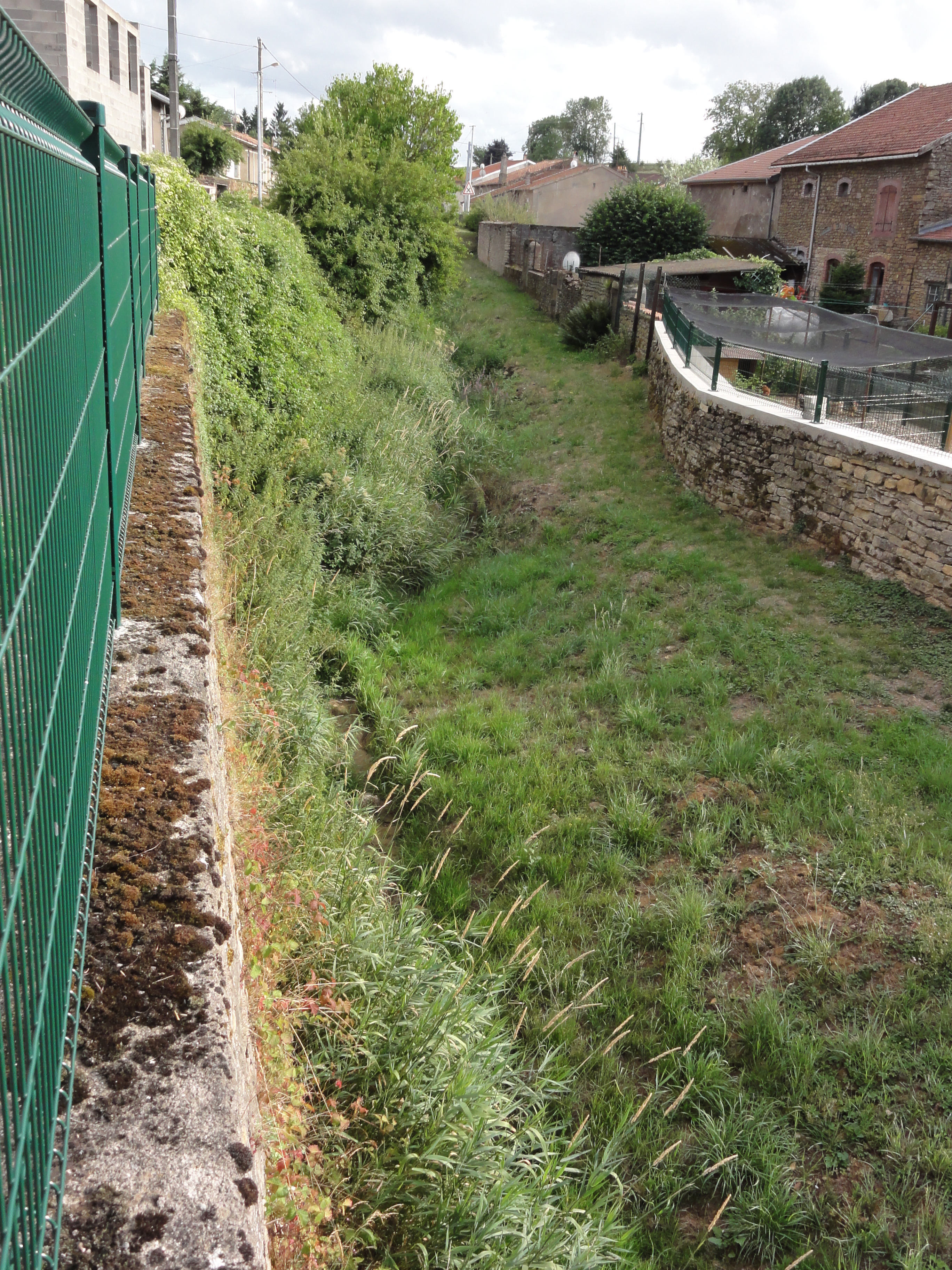
Ruisseau Sainte-Anne.
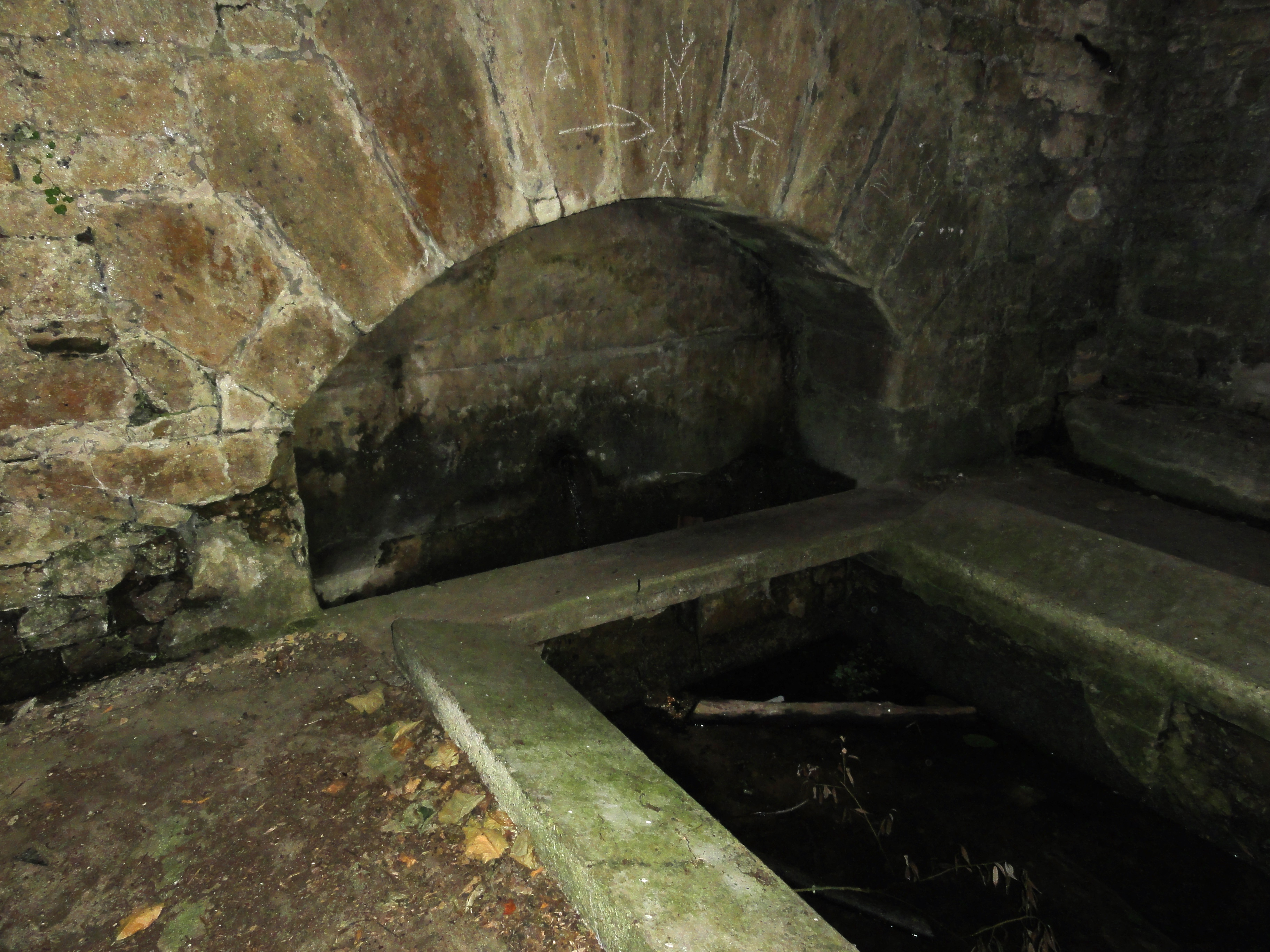
Le lavoir la nuit.

### Personnalités liées à la commune
- Georges-Louis Guinot,(1845-1925), le général Guinot, héros de Saint-Supplet[26].

### Héraldique
| Blason de Saint-Supplet | Blason  | Écartelé: au 1er d'or à la croix de Lorraine de sable, au 2e d'azur semé de croisettes recroisetées au pied fichés d'or à deux bars adossés du même et à la champagne ondée d'argent, au 3e gironné d'or et d'azur de douze pièces, à l'écusson parti d'argent et de gueules brochant en abîme, au 4e d'or à la bande de gueules haussée à senestre chargée de trois alérions d'argent, accompagnée en pointe d'un chardon de sinople fleuri de gueules brochant. |
| Blason de Saint-Supplet | Détails | Le statut officiel du blason reste à déterminer. |